# Clara Schneider

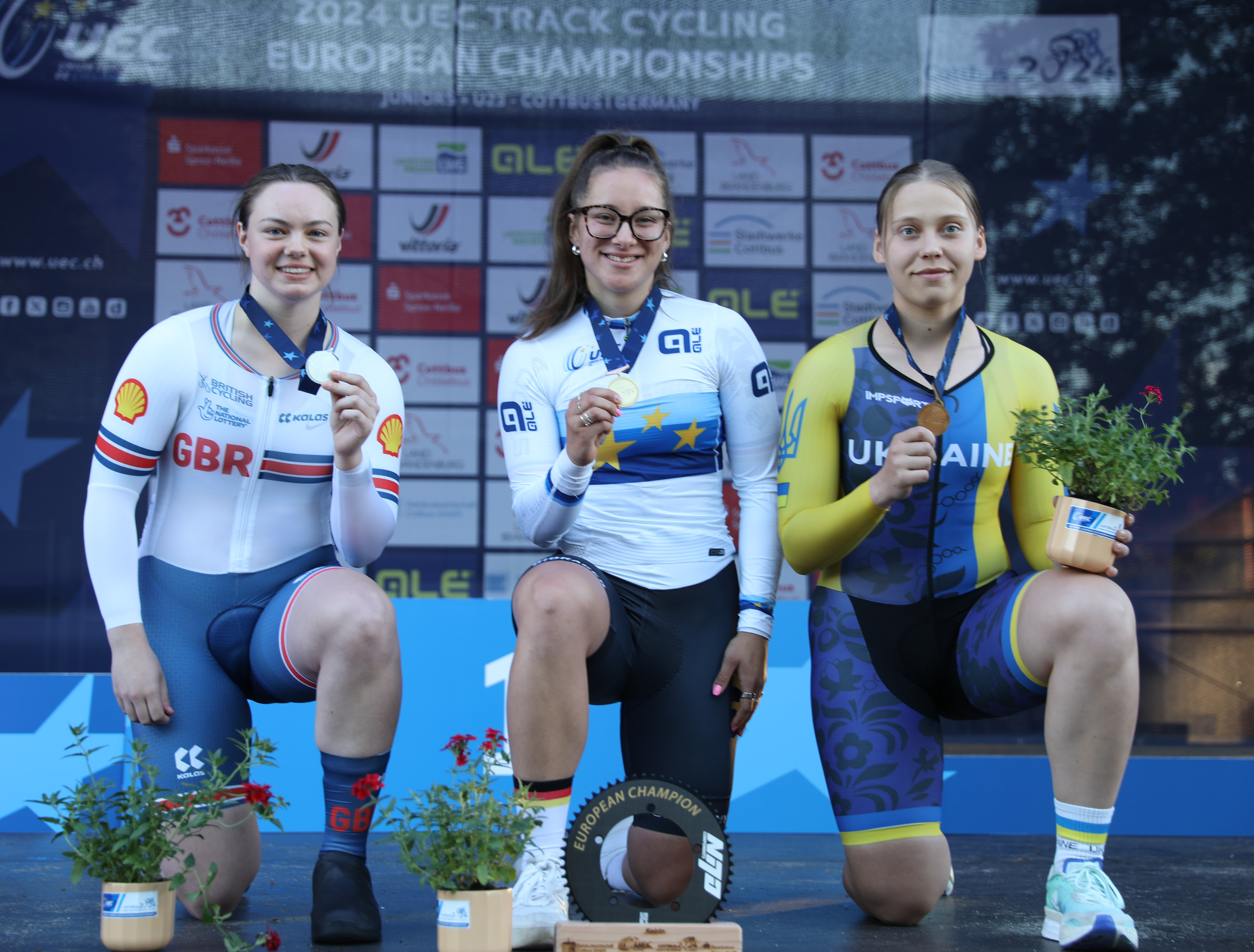
Schneider als U23-Europameisterin im Keirin (2024), mit Iona Moir (l.) und Alla Biletska

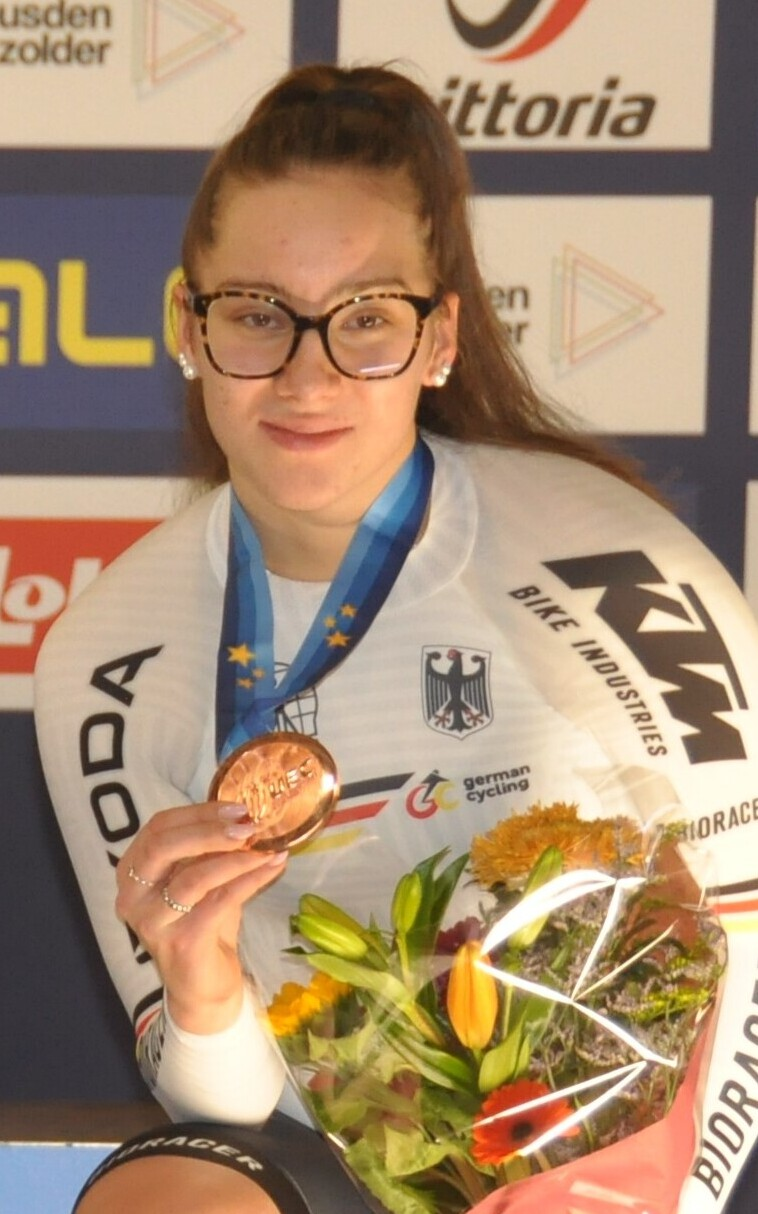
EM-Bronze im Zeitfahren (2025)

Clara Schneider (* 2. August 2004 in Werenzhain, Doberlug-Kirchhain) ist eine deutsche Radsportlerin, die sich auf die Kurzzeitdisziplinen auf der Bahn spezialisiert hat.

## Sportlicher Werdegang
Clara Schneider fährt seit 2012 für den RSV Finsterwalde. Sie entstammt einer dem Radsport verbundenen Familie. So war ihr älterer Bruder William ebenfalls Radsportler und trainierte an der Lausitzer Sportschule in Cottbus. Ihr Vater Jens ist im Jugendbereich des RSV als Betreuer und Trainer tätig. Seit dem Sommer 2018 trainiert Clara Schneider an der Lausitzer Sportschule. Zunächst bestritt sie vorrangig Straßenrennen, spezialisierte sich dann ab 2019 auf die Kurzzeitdisziplinen auf der Bahn.
2021 hatte Schneider erste internationale Erfolge, als sie bei den Junioren-Bahnweltmeisterschaften in Kairo drei Silbermedaillen in 500-Meter-Zeitfahren, Sprint und Teamsprint sowie eine Bronzemedaille bei den Junioren-Bahneuropameisterschaften errang. Im Jahr darauf wurde sie in Tel Aviv-Jaffa dreifache Junioren-Weltmeisterin in Sprint und Teamsprint (mit Stella Müller, Lara-Sophie Jäger und Bente Lürmann), im Zeitfahren wurde sie Zweite. Ebenfalls 2022 wurde sie dreifache Junioren-Europameisterin. 2023 wurde sie U23-Europameisterin im Keirin.
2024 wurde Clara Schneider für die Teilnahme an den Bahn-Europameisterschaften der Elite in Apeldoorn nominiert.

## Ehrungen
- 2022: Nachwuchssportlerin des Jahres von Brandenburg[2]
- 2022: Eintrag in das Goldene Buch der Stadt Doberlug-Kirchhain[3]
- 2023: Nominierung zur Junioren-Sportlerin des Jahres[4][5]

## Erfolge
2021
- Junioren-Weltmeisterschaft – 500-Meter-Zeitfahren, Sprint, Teamsprint (mit Stella Müller und Lara-Sophie Jäger)
- Junioren-Europameisterschaft – Teamsprint (mit Stella Müller und Lara-Sophie Jäger)
- Deutsche Junioren-Meisterin – Sprint, Keirin

2022
- Junioren-Weltmeisterin – Keirin, Sprint, Teamsprint (mit Stella Müller, Lara-Sophie Jäger und Bente Lürmann)
- Junioren-Weltmeisterschaft – 500-Meter-Zeitfahren
- Junioren-Europameisterin − 500-Meter-Zeitfahren, Sprint, Teamsprint (mit Stella Müller und Lara-Sophie Jäger)
- Junioren-Europameisterschaft – Keirin
- Deutsche Junioren-Meisterin – 500-Meter-Zeitfahren, Sprint, Teamsprint (mit Stella Schniegler und Bente Lürmann)

2023
- U23-Europameisterin – Keirin
- U23-Europameisterschaft − 500-Meter-Zeitfahren, Sprint

2024
- U23-Europameisterin – Keirin
- U23-Europameisterschaften – Sprint, Zeitfahren, Teamsprint (mit Stella Müller und Lara-Sophie Jäger)
- Deutsche Meisterin – Sprint, Teamsprint (mit Pauline Grabosch, Lea Sophie Friedrich und Bente Lürmann)

2025
- Europameisterschaft – 1000-Meter-Zeitfahren, Teamsprint (mit Pauline Grabosch und Lea Sophie Friedrich)
- U23-Europameisterschaft – Zeitfahren